# Río Taz
El río Taz (del ruso: Таз) es un largo río ruso asiático que discurre por la parte septentrional de la Siberia rusa y desemboca en el estuario del Taz, en el mar de Kara. Tiene una longitud de 1401 km y drena una gran cuenca de 150 000 km² (similar a países como Nepal  y Tayikistán). La posición del río Taz, entre las cuencas de os ríos Obi y Yeniséi, facilitó el establecimiento en 1600 de una colonia de comerciantes en Mangazeya, abandonada en la década de 1660, que jugó un papel primordial en la conquista rusa de las regiones árticas y circumpolares.
Administrativamente, el río Taz discurre por el disgbtrito autónomo de Yamalo-Nénets y por el krai de Krasnoyarsk de la Federación de Rusia.

## Geografía
El río Taz nace en el extremo sureste de Yamalia, desde una modesta cadena de colinas conocida como Uvales de Siberia. Discurre inicialmente en dirección noreste, pero después de un corto recorrido,gira hacia el oeste y, a continuación, toma decididamente más dirección norte, que mantiene varios centenares de kilómetros. Después de la ciudad de Sídorovsk su curso vira hacia el noroeste, para desembocar finalmente en el golfo que lleva su nombre, estuario del Taz, un ramal lateral del más amplio golfo del Obi. El río tiene en la boca una anchura de 1 km y una profundidad media en torno a 10-15 metros.

### Afluentes
Los principales afluentes del río Taz son:
- por la derecha:

- río Bolshaya Shirta (Большая Ширта), con una longitud de 306 km, un caudal de 100 m³/s y una cuenca de 10 200 km²;
- río Chudosey (Худосей), con una longitud de 409 km, un caudal de 110 m³/s y una cuenca de 11 200 km²;
- río Rússkaya (Русская), con una longitud de 280 km y una cuenca de 5140 km²;
- además de los ríos Pečal'ky, Ljakal'ky, Chėtyl'ky y Parusovaja.

- por la izquierda:

- río Karal'ka (Каралька), con una longitud de 273 km, un caudal de 50 m³/s y una cuenca de 5440 km²;
- río Tol'ka (Толька), con una longitud de 391 km, un caudal de 125 m³/s y una cuenca de 13 300 km²;
- río Varkasyl'ky (Варкасылькы), con una longitud de 249 km, un caudal de 55 m³/s y una cuenca de 5760 km²;
- río Chasel'ka (Часелька), con una longitud de 295 km, un caudal de 120 m³/s y una cuenca de 12 100 km²;
- río Ratta'ka (Ратта), con una longitud de 246 km y una cuenca de 3470 km²;
- río Pokolka (Поколька), con una longitud de 260 km y una cuenca de 3710 km²;
- además de los ríos Batyl'ka, Bolshaya Totydėottajacha y Juredejjacha.

### Cuenca
La cuenca del río se extiende en una enorme área de 150 000 km², en su mayoría llana. La abundancia de agua durante el deshielo es la causa de la presencia de muchos lagos y humedales. Esto, combinado con el clima frío, es la causa de la baja densidad de población de las zonas atravesadas por el río; además de la mencionada Sídhbfborovsk, otros asentamientos importantes son Krasnoselkup y Tázovski, ya en el estuario. 
La cuenca es rica en yacimientos de gas natural, al igual que casi toda la zona. El río es navegable en el curso inferior, desde la boca hasta unos 450 km río arriba.

### Régimen fluvial
El río Taz tiene un sistema similar a casi todos los demás ríos de Siberia, estando helado, en promedio, de octubre a mayo, período en el que alcanza el mínimo anual de flujo de agua (hacia marzo/abril). El deshielo ve un gran aumento del caudal, de modo que en la primavera la descarga fluvial es de unos 3/5 del total anual. El verano y el otoño se caracterizan por una disminución gradual en la cantidad de agua transportada, volviendo al mínimo en invierno y primavera. 
El caudal medio es de unos 1050 m³/s en el curso inferior, cerca de Sídorovsk, aunque puede fluctuar desde un mínimo de 100 hasta un máximo de más de 7000 m³/s. El caudal promedio es de alrededor de 1450-1500 m³/s en la zona de la boca.

## Historia
Mangazeya (en ruso: Мангазея) fue una colonia de mercaderes  fundada en 1600 —y después una ciudad— erigida a orillas del río Taz, entre los ríos Obi y Yeniséi. Mangazeya jugó un papel primordial en la conquista rusa de las regiones árticas y circumpolares.
Los colonos rusos de las costas del mar Blanco, los pomor, descubrieron una ruta a lo largo de la costa del océano Ártico que les permitía navegar hasta Arcángel para comerciar con los mercaderes noruegos, ingleses y neerlandeses. Durante todo el año, Mangazeya servía de almacén para las pieles, el marfil (las defensas de la morsa y del mamut) y los productos de Asia Central, que eran trasladadas luego en barco en el breve verano ártico. Mangazeya no contaba más que con unos centenares de habitantes a lo sumo.
Esta ruta comercial fue prohibida, bajo pena de muerte, en 1619, ya que el estado no podía gravarla con impuestos y temía una penetración comercial inglesa en Siberia. Mangazeia intentó mantenerse durante medio siglo más, pero fue finalmente abandonada. A consecuencia del catastrófico incendio de 1662, la población restante fue evacuada a Turujansk, en la confluencia de los ríos Tunguska inferior y Yeniséi, a 275 km al sureste de Mangazeya, que se llamaría Nóvaya Mangazeya hasta la década de 1780.